# Miguel Ramón Izquierdo

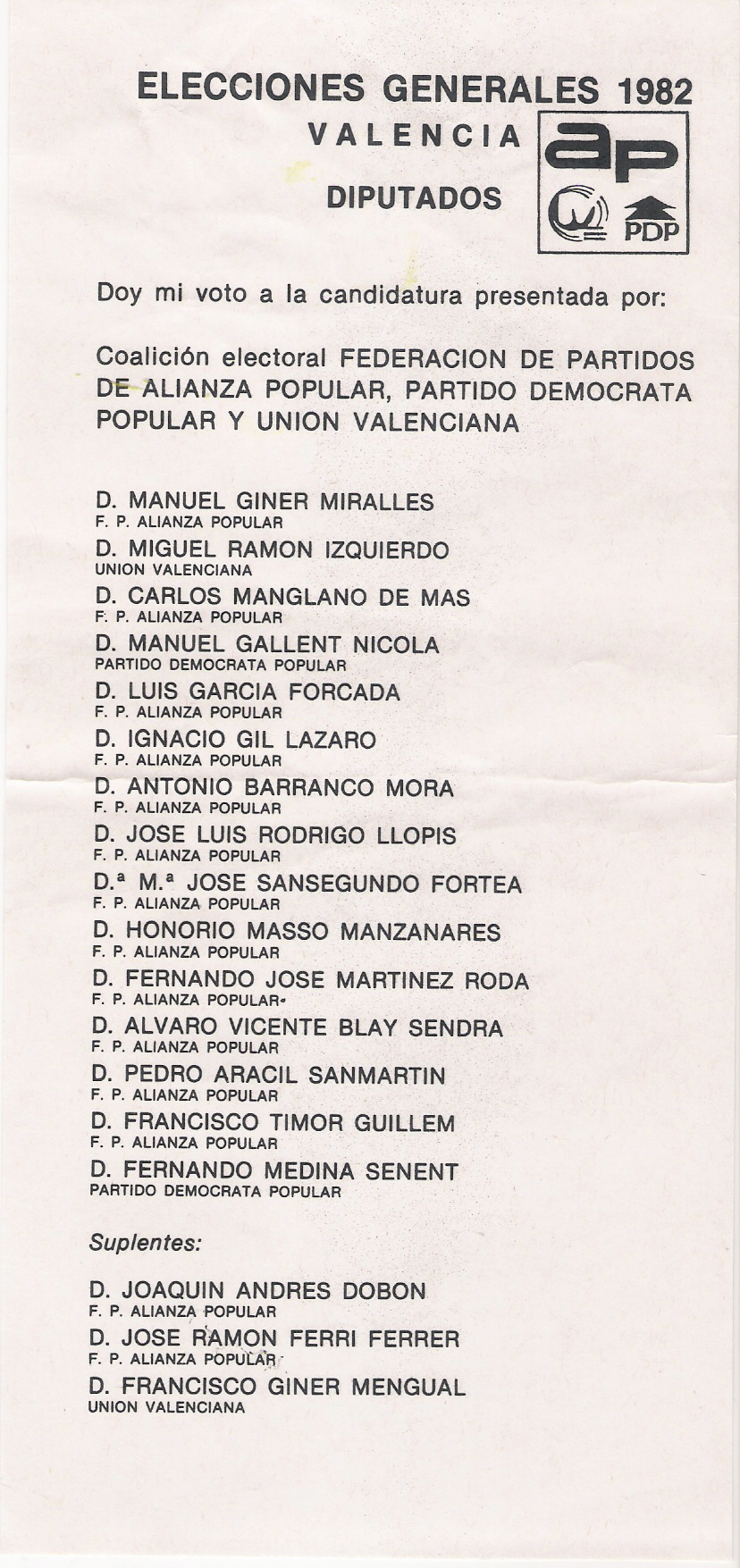
Lista de la coalición AP PDP UV al Congreso en 1982. Miguel Ramón ocupa el segundo lugar.

Miguel Ramón Izquierdo (Valencia, 8 de diciembre de 1919 - ibídem, 17 de septiembre de 2007) fue un político español que ejerció como alcalde de Valencia desde 1973 a 1979. Con porterioridad a la transición fue fundador, secretario general y posteriormente presidente del partido regionalista Unión Valenciana.

## Biografía
El 17 de marzo de 1938 fue llamado a filas, incorporándose en el bando republicano, al que permaneció hasta el final de la guerra. Se licenció en Derecho por la Universidad de Valencia en 1943, incorporándose ese mismo año en el Ilustre Colegio de Abogados de Valencia. En 1948 contrajo matrimonio con Amparo Quiles Real, con quien tuvo seis hijos: Amparo, Miquel, Vicente, Lola, Inmaculada y Manuel. Fue miembro de la Junta del Gobierno del Colegio de Abogados de Valencia (1952-1958) como Diputado 7.º.
Durante la gran riada de Valencia se dedicó a limpieza en diversos lugares de la ciudad, entre ellos el Palacio de Justicia, junto a los abogados de su despacho y trabajadores de su fábrica, y con motivo de ello le fue concedida la Cruz distinguida de primera clase de San Raimundo de Peñafort.
Ejerció la función de presidente del Sindicato Provincial del Metal de Valencia (1963-66). En 1966, encabezó la petición de la instalación de la IV Planta en Sagunto a la que aspiraban Asturias, Villagarcía de Arosa, Cádiz y Sevilla y consiguió la Planta Siderúrgica Valenciana. 
También fue presidente fundador de la Agrupación de Exportadores Metalúrgicos de la Región Valenciana (ARVET) (1966-68), presidente de la Feria Internacional del Metal de Valencia (FIAM) (1969-72) y decano del Colegio de Abogados de Valencia (1973-74), así como presidente de la Academia Valenciana de Jurisprudencia y Legislación (1973-1974); durante su mandato publicó un dictamen jurídico por el que se respaldaba que la enseñanza del valenciano en las escuelas se ajustaba a la legalidad.

## Actividad política

### Alcaldía de Valencia
Como Alcalde de Valencia (1973-79), fue el primer alcalde que no simultaneó el cargo con el de Jefe Local del Movimiento.
Procurador en Cortes (1973-77) y logró ser Consejero del Reino elegido por el Grupo de Corporaciones Locales (1976-77), venciendo al candidato "oficial", el alcalde de Madrid Juan de Arespacochaga.
Durante su mandato como alcalde de Valencia, basándose en el dictamen jurídico hecho desde el Decanato del Colegio de Abogados, impuso la enseñanza del idioma valenciano en las escuelas municipales y publicó los bandos de la alcaldía en valenciano. Como dato curioso y para conocer la dificultad de la utilización de las lenguas cooficiales del Estado, en una visita de cortesía en fallas el alcalde de Barcelona Enrique Masó al ver los bandos en valenciano le preguntó: “Y eso ¿cómo lo haces?” a lo que Miguel Ramón le contestó: “¡Molt fàcil: enviant-los a l’impremta!”. Masó no pudo aprobar en el Ayuntamiento de Barcelona la regularización de la enseñanza del catalán.
En el primer pleno que presidió como alcalde figuraba en el orden del día la subasta de determinadas parcelas del Saler, retirando ese punto del orden del día y paralizando así la venta de parcelas de la dehesa de el Saler. Durante su mandato no se vendió ni un palmo del Saler.
Desechó la propuesta de red viaria que pretendía utilizar el antiguo cauce del río Turia como carreteras y comunicaciones y plantó arboleda con el fin de dificultar el destino del cauce para otros menesteres que no fuera de zona verde y consiguió que en la primera visita como Rey de Juan Carlos I se devolviera a la ciudad la titularidad del río.
No consintió que se demolieran edificios históricos, como por ejemplo el edificio de Ernesto Ferrer de la actual plaza del Ayuntamiento, ni tampoco la iglesia de San Vicente de la Roqueta o el Instituto Luis Vives, entre otros.
Sabedor de que su ayuntamiento no tenía dinero, se dedicó a realizar estudios de modernización de la ciudad, decía “[q]uan els ajuntaments no tenen diners, lo que han de fer son estudis per al futur” y así nació el “Plan Integral de Transporte Urbano de Valencia”, donde se contemplaba la realización del trazado de metro.
Fue presidente ejecutivo de la Junta Central Fallera en 1979, estrechando más su vinculación con el mundo fallero que ya se había iniciado en 1944 con la fundación de la Falla Azcàrraga de la que fue presidente en 1948.

### Participación política durante la etapa democrática
En las primeras elecciones municipales celebradas después de aprobarse la Constitución Española de 1978 rechazó enérgicamente las ofertas que UCD y expresamente Adolfo Suárez le hicieron, incluyendo una insistente llamada de este desde México en los últimos días de presentación de candidaturas. Su única aspiración consistía en volver a su despacho como abogado y rehacer su maltrecha economía, fruto de su paso por la alcaldía.
Fue Diputado por la Valencia en las Cortes Generales en la 2.ª Legislatura (1982-1986) como representante de Unió Valenciana (UV) dentro de la Coalición Popular, y en las elecciones generales españolas de 1986 fue elegido Diputado para la 3.ª legislatura (1986-1989) en las listas que Unió Valenciana presentó en solitario, convirtiéndose así en el primer diputado que era elegido por Valencia en una lista de Unió Valenciana, de la cual fue fundador, secretario general y posteriormente presidente.
Fue condecorado con la gran cruz de la Orden de Alfonso X el Sabio, la cruz distinguida de primera clase de la Orden de San Raimundo de Peñafort, la cruz de la Orden de Cisneros y de la Orden de Alejandro Gutiérrez de Caldas de Colombia, Alcalde Honorario de Valencia (Venezuela) y Medalla de Plata de la Cámara Oficial de Comercio de Valencia.
| Predecesor: 1. Vicente López Rosat 2. Antonio Soto Bisquert | Alcalde de Valencia 1. 1973-1976 2. 1976-1979 | Sucesor: 1. Antonio Soto Bisquert 2. Fernando Mártinez Castellano |